# Ludovico Sabbatini
Ludovico Sabbatini (30. srpna 1650, Neapol – 11. června 1724, tamtéž) byl italský římskokatolický duchovní a člen Kongregace zbožných venkovských katechetů.

## Život
Narodil se 30. srpna 1650 v Neapoli do silně věřící rodiny. Jedna z jeho sester se stala řeholnicí a bratři kněžími. Od mládí toužil po řeholním životu.
Vstoupil do Kongregace zbožných venkovských katechetů. Stal se učitelem náboženství chudých a venkovských dětí. Sloužil také v kostele San Nicola alla Carità v Neapoli.
Ve 24 letech byl vysvěcen na kněze. Působil v bazilice San Giorgio Maggiore. Roku 1684 založil klášter vedle kostela Santissima Annunziata Maggiore, který byl určen pro dívky. Roku 1687 je odešel do Říma, kde se zabýval činnostmi ve prospěch chudých, nemocných a vězňů. Pokračoval také ve výuce a na kolegiu katechumenů založil akademii dogmat a exegeze.
Po svém návratu do Neapole roku 1696 se stal generálním proboštem kongregace. Zemřel 11. června 1724.